# Dutch Antilles Express
Dutch Antilles Express, kurz auch DAE, war eine Fluggesellschaft mit Sitz auf Curaçao und Basen auf den Flughäfen von Curaçao und Bonaire.

## Geschichte
Die Fluggesellschaft wurde 2005 gegründet und nahm am 30. April desselben Jahres den Flugbetrieb mit einer Fokker 50 ab Bonaire auf. Anfang 2006 wurde die Flotte durch drei ATR 42 ergänzt, die im Januar und März zur Flotte stießen, parallel wurde die Fokker 50 im März ausgeflottet. Zusätzlich wurde im Januar und Februar des Jahres 2007 die Flotte um zwei Fokker 100 vergrößert.
Im April 2007 wurde der Hauptsitz nach Curaçao verlegt.
Mitte August 2013 wurde berichtet, dass sich die Gesellschaft in massiven finanziellen Schwierigkeiten befindet. Zuvor erteilte die Regierung Finanzhilfen für Dutch Antilles Express eine Absage. Eine Woche später wurde bekannt, dass zeitweise keine Flüge von und nach Bonaire mehr stattfinden würden und Dutch Antilles Express auch ihre Hauptbasis in Curaçao aufgrund unbezahlter Rechnungen nicht mehr nutzen dürfe. Außerdem wurde die Flotte wegen des Zahlungsausfalls ebenfalls bis auf weiteres mit einem Startverbot belegt – dementsprechend war die Webseite der Gesellschaft zuletzt nur eingeschränkt erreichbar und Buchungen waren nicht mehr möglich. Am 30. August wurde Dutch Antilles Express von einem Gericht in Curaçao schließlich für insolvent erklärt, nachdem Mitarbeiter geklagt hatten, die seit zwei Monaten auf ihre Gehälter warteten.

## Flugziele
Dutch Antilles Express bediente zuletzt Ziele auf Aruba, den ehemaligen Niederländischen Antillen, in der Dominikanischen Republik und Kolumbien. Venezuela wurde aufgrund von Streitigkeiten seit Mai 2013 nicht mehr angeflogen. Als Basen dienten ihr die Flughäfen von Curaçao und Bonaire.

## Flotte
Mit Stand August 2013 bestand die Flotte der Dutch Antilles Express aus sieben Flugzeugen mit einem Durchschnittsalter von 22,4 Jahren:
- 1 ATR 42-300
- 2 ATR 72-200
- 3 Fokker 100
- 1 McDonnell Douglas MD-83 (betrieben durch Falcon Air Express)